# The 1975
The 1975 este o formație de rock alternativ/indie-pop formată în Wilmslow, Cheshire. Grupul este alcătuit din Matthew Healy (voce, chitară ritm), Adam Hann (chitară), Ross MacDonald (chitară bas) și George Daniel (baterie). Aceștia s-au cunoscut în timp ce erau la liceu și au început să cânte împreună din 2002.
Trupa a lansat cinci albume. Albumul lor de debut omonim a fost lansat pe 2 septembrie 2013, prin Dirty Hit și Polydor. Materialul a intrat pe prima pozitie în UK Albums Chart pe 8 septembrie 2013. Al doilea disc, intitulat  I Like It When You Sleep, for You Are So Beautiful yet So Unaware of It a fost lansat la nivel mondial pe 26 februarie 2016, și a debutat din nou pe primul loc  în UK Albums Chart, dar și în US Billboard 200.
După încheierea ciclului de promovare al celui de-al doilea material, grupul a anunțat că lucrează la un al treilea album, care avea titlul de lucru Music for Cars. În 2018, ei au anunțat că proiectul va fi împărțit in două materiale discografice, care urmau să fie al treilea, respectiv al patrulea album al lor. Primul dintre ele, A Brief Inquiry Into Online Relationships, a apărut pe 30 noiembrie 2018 și a debutat pe primul loc în UK Albums Chart. Al doilea, Notes on a Conditional Form, a fost lansat pe 22 mai 2020, și a devenit cel de-al patrulea album al lor care a ajuns pe locul 1 în Regatul Unit.
Al cincilea album, Being Funny in a Foreign Language, a apărut la 14 octombrie 2022 și a intrat direct pe primul loc în UK Albums Chart.

## Începuturi (2002-2012)
Oportunitatea de a se apuca de muzică a apărut în anul 2002, când un consilier local a organizat câteva concerte pentru adolescenți. Ideea le-a surâs lui Healy, Hann și MacDonald, care, împreună cu un vocalist, au decis să formeze o trupă. Aceștia au dat startul carierei lor prin a face coveruri după piese punk într-un bar local, până când au început să-și compună propriile piese. Formula a fost definitivată după ce fostul solist a părăsit grupul, iar Healy, care până atunci era baterist, a preluat îndatoririle vocale. Locul său în spatele bateriei a fost preluat de George Daniel. 
De-a lungul anilor 2000, cei patru au performat sub numeroase aliasuri muzicale, printre care se numără Me and You Versus Them, Talkhouse, The Slowdown, Bigsleep și Drive Like I Do. Numele final, The 1975, a fost inspirată de o notiță, intitulată 1 June, The 1975, pe care solistul a găsit-o într-o carte de poezie beat primită cadou în timpul unei vacanțe în Mallorca.

## EP-urile și albumul de debut (2012-2014)
Primul EP al grupului, Facedown, a fost lansat în august 2012. Cea mai cunoscută piesă a acestuia, The City, a fost difuzată sub egida mărcii BBC Introducing, în cadrul emisiunii lui Huw Stephens de pe postul BBC Radio 1. Aceștia au mai beneficiat de atenție suplimentară din partea postului național de radio în luna noiembrie a aceluiași an cu ocazia lansării celui de-al doilea material, Sex, al cărui cântec omonim a fost difuzat în premieră de una dintre figurile emblematice ale canalului, Zane Lowe.. 
După un turneu în Regatul Unit la sfârșitul lui 2012 și unul american în primăvara lui 2013, cei patru au revenit cu un al treilea EP, intitulat Music for Cars. Piesa principală a acestuia, Chocolate, a devenit rapid una dintre cele mai cunoscute compoziții ale lor, ajungând până pe locul 19 în UK Singles Chart. Ultimul material, IV, apărut în mai 2013, conținea o nouă versiune a lui The City.
În așteptarea lansării albumului de debut, trupa din Cheshire a fost într-un turneu extins, ei concertând în deschiderea celor de la Muse pe Stadionul Emirates din Londra pe 26 mai 2013; performând alături de cvintetul american The Neighbourhood în Statele Unite în iunie; deschizând pentru The Rolling Stones în Hyde Park pe 13 iulie și cântând la festivalul Reading and Leeds în luna august, pe scena Festival Republic.
Primul material discografic, The 1975, a fost lansat pe 2 septembrie 2013, și a debutat pe locul 1 în UK Albums Chart. Acesta a fost co-produs de către cei patru împreună cu Mike Crossey, care anterior lucrase cu Arctic Monkeys și Foals. Prestațiile live au continuat: următoarea prezență remarcabilă a formației a fost la ITunes Festival (în prezent cunoscut drept Apple Music Festival) în deschiderea cvartetului indie-pop londonez Bastille. Grupul și-a continuat aparițiile live din 2013 cu un turneu nord-american în octombrie și unul european în noiembrie.
Cvartetul și-a continuat spectacolele live în ianuarie 2014, în Australia și Noua Zeelandă. Aprilie 2014 a fost marcat de prima apariție a acestora la festivalul nord-american Coachella și de un concert la celebra sală londoneză Royal Albert Hall. În luna mai a aceluiași an, Healy a afirmat, pentru revista americană Billboard, că trupa va începe lucrul la cel de-al doilea material discografic în 2015, după încheierea ciclului de promovare al primului album.
În august 2014, The 1975 au susținut prima prestație live în România, în cadrul festivalului Summer Well.